# Autosan Wetlina
Autosan A8V Wetlina – rodzina autobusów klasy MINI budowanych na podwoziu Mercedes-Benz O818D Vario produkowana w latach 2008–2013.

## Historia modelu

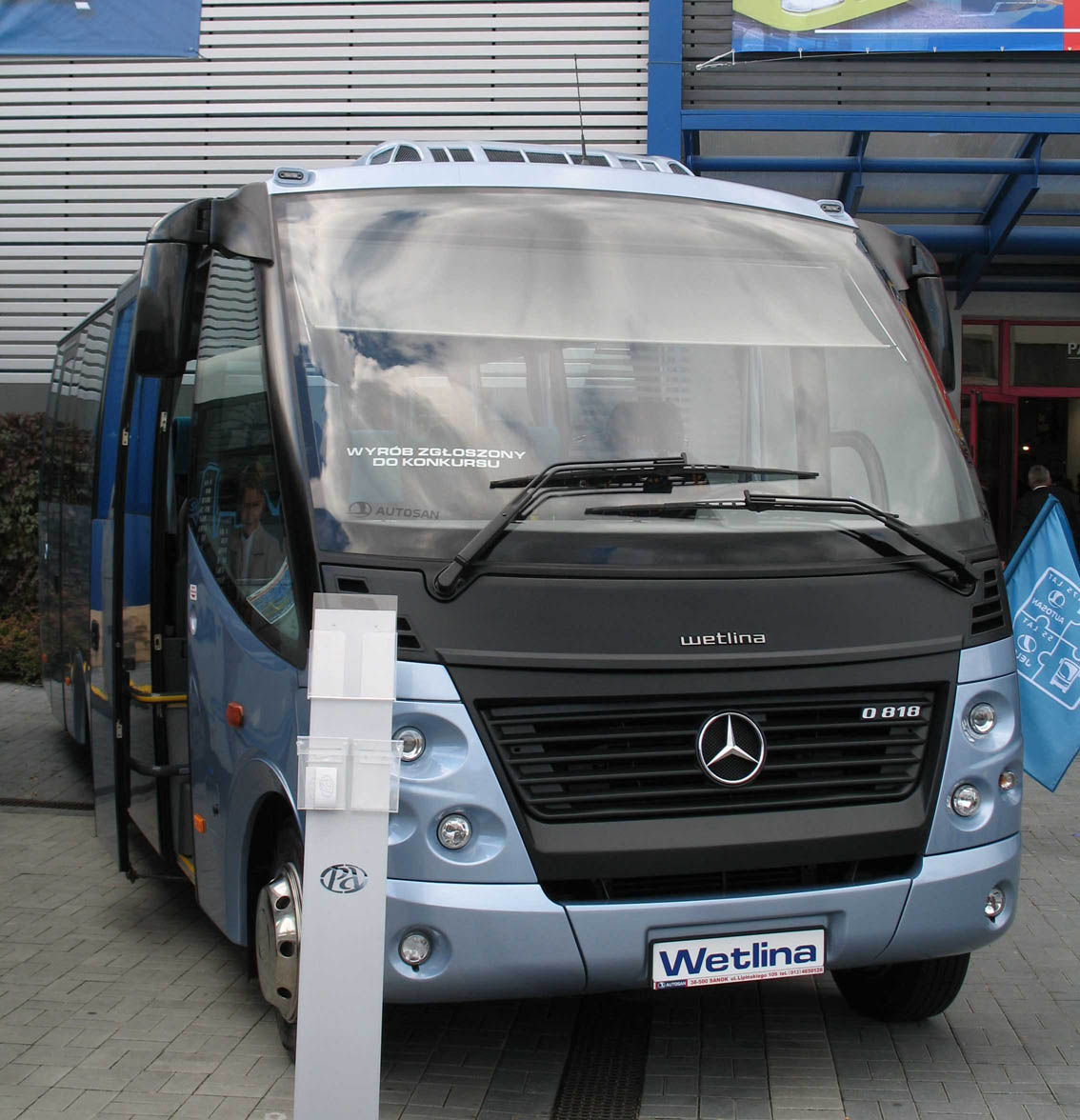
Prototyp A8V.01.01 Wetlina

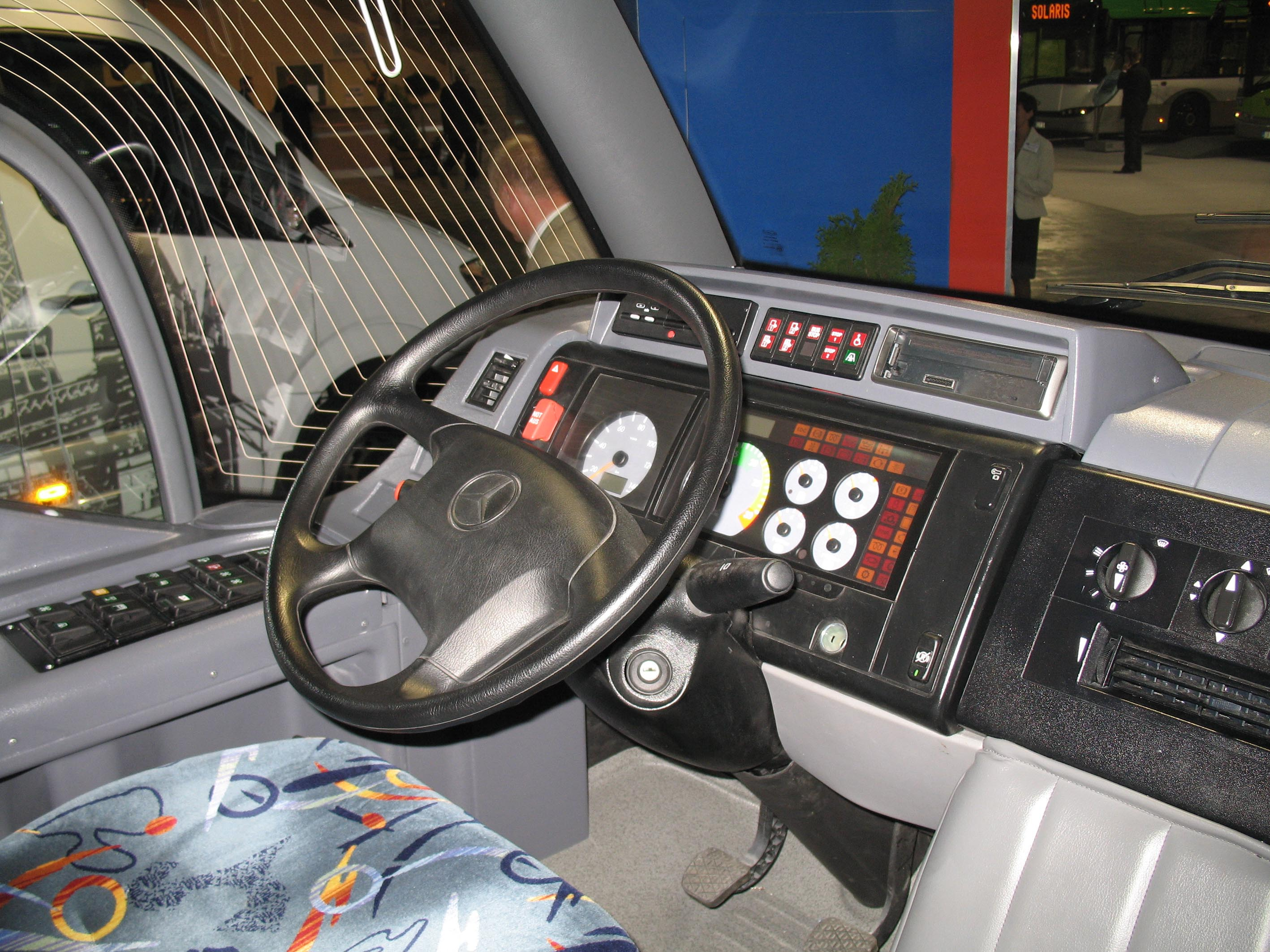
Stanowisko kierowcy w Autosanie Wetlina City

Model ten po raz pierwszy zaprezentowany został w 2007 roku na targach Transexpo w prototypowej wersji międzymiastowej o oznaczeniu A8V.01.01 Wetlina. W następnym roku wyprodukowano kolejne, ale już produkcyjne odmiany o oznaczeniu A8V.01.02 (wersja turystyczna) oraz A8V.01.03 (wersja międzymiastowa). W stosunku do prototypu wersje seryjne charakteryzują się zmniejszoną o 475 mm długością nadwozia, osiągnięto to poprzez skrócenie zwisu tylnego. We wrześniu 2008 roku w czasie VII Dni Transportu Publicznego w Warszawie i miesiąc później w czasie Transexpo 2008 zaprezentowano odmianę miejską „Wetlina City” (A8V.02.01). Do 2011 roku cała rodzina nowych produktów Autosanu była produkowana równolegle ze starszą serią Solina. Pierwsze 10 seryjnych Wetlin w wersji turystycznej zostało odebranych przez szwedzkiego odbiorcę. Egzemplarz Wetliny City prezentowany podczas Transexpo 2008 również został sprzedany do Szwecji. W III kwartale 2009 roku do rozpoczęto produkcję modeli wyposażonych w silniki spełniające normę czystości spalin Euro 5. Była planowana sprzedaż modeli rodziny Wetlina m.in. na rynkach Wielkiej Brytanii i Irlandii, gdzie miały nosić nazwę Autosan Osprey („Rybołów”). Pod koniec 2010 roku z nazwy handlowej usunięte zostało kodowe oznaczenie „A8V”. Od tego momentu pojazdy te w zależności od wersji nosiły nazwy Autosan Wetlina lub Autosan Wetlina City. W 2011 roku do oferty wprowadzono więźniarkę na bazie modelu Wetlina. Produkcję autobusów Autosan Wetlina zakończono w 2013 roku, co związane było ze wstrzymaniem we wrześniu 2013 roku produkcji podwozi Mercedes-Benz Vario.

## Opis konstrukcji
Autobusy rodziny A8V budowane były na podwoziu Mercedes-Benz Vario O818D. Konstrukcja nadwozia została wykonana z rur stalowych o przekroju kwadratowym i prostokątnym, łączonych za pomocą spawania. Poszycie zewnętrzne, wklejone do szkieletu, wykonano z materiałów odpornych na korozję – stali nierdzewnej i tworzyw sztucznych. W porównaniu do poprzedniego modelu zrezygnowano z miejsca obok kierowcy, który ma dużą kabinę. Dzięki większym wymiarom i lepszemu rozplanowaniu wnętrza odmiany Wetliny mogą przewieźć więcej pasażerów niż odpowiadające im wersje Soliny.

## Wersje autobusów serii A8V Wetlina
- A8V.01.01 – Prototyp w odmianie międzymiastowej o długości 8440 mm.
- A8V.01.02 – Seryjna wersja turystyczna.
- A8V.01.03 – Seryjna wersja międzymiastowa.
- A8V.02.01 – „Wetlina City”, odmiana miejska z silnikiem Euro 4.
- A8V.03.01 – „Wetlina City”, odmiana miejska z silnikiem Euro 5.